# 구라타 마코토
구라타 마코토(일본어: 倉田 誠, 1946년 6월 3일 ~ 2021년 12월 7일)는 일본의 전 프로 야구 선수이다. 도쿄도 미나토구 출신이며 현역 시절 포지션은 투수였다.

## 인물
요코하마시립 데라오 중학교, 가나가와 현립 쓰루미 고등학교를 거쳐 1965년 요미우리 자이언츠에 입단했다. 프로 4년째인 1968년에 1군에서 시즌 6승(5선발승)을 거두며 두각을 드러냈고 1970년 롯데 오리온스와 맞붙은 일본 시리즈에서 3경기에 등판했는데 2차전에서는 다카하시 가즈미를 구원하고 승리 투수가 됐다. 1973년에는 18승(8선발승) 9패(2선발패)와 리그 최고 승률(0.667)을 기록했고 같은 해 난카이 호크스와의 일본 시리즈에서는 2차전에서 선발로 나와 호투를 보였다. 최종전인 5차전에서도 선발 등판해 니시오카 산시로와 투수전을 펼쳐 7회 중간까지 1실점으로 막았다. 호리우치 쓰네오의 구원으로 승리 투수가 되면서 팀의 V9 달성에 기여했다. 1974년부터 투구 폼을 스리쿼터로 변경하면서 마무리 투수로 기용됐다. 1977년에는 아사노 게이시와의 맞트레이드로 야쿠르트 스왈로스에 이적하여 중간 계투, 마무리 투수로서 1978년에 시즌 5승 4세이브를 기록하며 팀의 센트럴 리그 첫 우승에 큰 기여를 했다. 1980년을 끝으로 현역에서 은퇴했다.
은퇴 후 요미우리의 구단운영부장 등 프런트의 요직을 맡았다. 2021년 12월 7일, 가나가와현 가와사키시의 자택에서 심부전으로 사망했다(향년 75세).

## 가족 관계
부인은 전직 여배우인 스가타 미치코이며 부인의 동생이자 같은 여배우였던 타치바나 카즈코의 남편인 요미우리 시절의 팀 동료 다카하시 가즈미는 ‘의리의 형제’에 해당한다.

## 상세 정보

### 출신 학교
- 가나가와현립 쓰루미 고등학교

### 선수 경력
- 요미우리 자이언츠(1965년 ~ 1976년)
- 야쿠르트 스왈로스(1977년 ~ 1980년)

### 수상·타이틀 경력
- 최고 승률 : 1회(1973년)

### 등번호
- 54(1965년 ~ 1968년)
- 17(1969년 ~ 1976년)
- 15(1977년 ~ 1980년)

### 연도별 투수 성적
| 연 도       | 소 속       | 등 판 | 선 발 | 완 투 | 완 봉 | 무 4 구 | 승 리 | 패 전 | 세 이 브 | 홀 드 | 승 률 | 타 자 | 이 닝 | 피 안 타 | 피 홈 런 | 볼 넷 | 고 4 | 몸 맞 | 탈 삼 진 | 폭 투 | 보 크 | 실 점 | 자 책 점 | 평 자 책 | W H I P |
| ----------- | ----------- | ----- | ----- | ----- | ----- | ------- | ----- | ----- | -------- | ----- | ----- | ----- | ----- | -------- | -------- | ----- | ---- | ----- | -------- | ----- | ----- | ----- | -------- | -------- | ------- |
| 1965년      | 요미우리    | 1     | 0     | 0     | 0     | 0       | 0     | 0     | --       | --    | ----  | 2     | 0.0   | 0        | 0        | 2     | 0    | 0     | 0        | 0     | 0     | 0     | 0        | ----     | ----    |
| 1968년      | 요미우리    | 21    | 15    | 4     | 1     | 0       | 6     | 5     | --       | --    | .545  | 389   | 96.2  | 68       | 10       | 43    | 0    | 2     | 54       | 7     | 1     | 38    | 36       | 3.34     | 1.15    |
| 1969년      | 요미우리    | 3     | 3     | 0     | 0     | 0       | 0     | 1     | --       | --    | .000  | 43    | 10.0  | 9        | 3        | 5     | 0    | 0     | 11       | 0     | 0     | 7     | 7        | 6.30     | 1.40    |
| 1970년      | 요미우리    | 18    | 1     | 1     | 0     | 1       | 5     | 2     | --       | --    | .714  | 177   | 46.1  | 34       | 2        | 8     | 0    | 0     | 45       | 1     | 0     | 6     | 5        | 0.98     | 0.91    |
| 1971년      | 요미우리    | 44    | 2     | 0     | 0     | 0       | 5     | 4     | --       | --    | .556  | 368   | 89.2  | 75       | 7        | 36    | 3    | 1     | 77       | 1     | 0     | 27    | 25       | 2.50     | 1.24    |
| 1972년      | 요미우리    | 36    | 10    | 1     | 0     | 0       | 4     | 4     | --       | --    | .500  | 465   | 104.2 | 94       | 13       | 66    | 2    | 2     | 71       | 3     | 3     | 60    | 55       | 4.71     | 1.53    |
| 1973년      | 요미우리    | 49    | 11    | 8     | 2     | 1       | 18    | 9     | --       | --    | .667  | 780   | 187.1 | 156      | 13       | 63    | 6    | 5     | 142      | 3     | 0     | 66    | 57       | 2.74     | 1.17    |
| 1974년      | 요미우리    | 38    | 1     | 0     | 0     | 0       | 5     | 3     | 6        | --    | .625  | 307   | 74.1  | 65       | 7        | 26    | 1    | 2     | 52       | 1     | 0     | 33    | 26       | 3.16     | 1.22    |
| 1975년      | 요미우리    | 35    | 0     | 0     | 0     | 0       | 3     | 4     | 2        | --    | .429  | 239   | 57.0  | 50       | 5        | 24    | 2    | 4     | 37       | 1     | 0     | 22    | 17       | 2.68     | 1.30    |
| 1976년      | 요미우리    | 30    | 0     | 0     | 0     | 0       | 1     | 2     | 1        | --    | .333  | 196   | 48.2  | 38       | 9        | 18    | 2    | 1     | 43       | 0     | 0     | 18    | 17       | 3.12     | 1.15    |
| 1977년      | 야쿠르트    | 15    | 2     | 0     | 0     | 0       | 0     | 0     | 0        | --    | ----  | 109   | 23.0  | 28       | 7        | 14    | 1    | 1     | 12       | 1     | 0     | 19    | 17       | 6.65     | 1.83    |
| 1978년      | 야쿠르트    | 43    | 1     | 0     | 0     | 0       | 5     | 2     | 4        | --    | .714  | 306   | 70.0  | 61       | 15       | 37    | 3    | 3     | 49       | 1     | 0     | 37    | 33       | 4.24     | 1.40    |
| 1979년      | 야쿠르트    | 36    | 0     | 0     | 0     | 0       | 1     | 1     | 0        | --    | .500  | 208   | 49.1  | 39       | 5        | 23    | 4    | 0     | 47       | 2     | 0     | 23    | 21       | 3.86     | 1.26    |
| 1980년      | 야쿠르트    | 5     | 1     | 0     | 0     | 0       | 2     | 0     | 0        | --    | 1.000 | 41    | 7.1   | 8        | 0        | 13    | 1    | 0     | 4        | 1     | 0     | 8     | 7        | 9.00     | 2.86    |
| 통산 : 14년 | 통산 : 14년 | 374   | 47    | 14    | 3     | 2       | 55    | 37    | 13       | --    | .598  | 3630  | 864.1 | 725      | 96       | 378   | 25   | 21    | 644      | 22    | 4     | 364   | 323      | 3.36     | 1.28    |

- 굵은 글씨는 시즌 최고 성적.